# Valmorea
Valmorea es una comune italiana situada en la provincia de Como, en Lombardía. Tiene una población estimada, a fines de febrero de 2022, de 2570 habitantes.

## Evolución demográfica
| Gráfica de evolución demográfica de Valmorea entre 1861 y 2022 |
|                                                                |
| Fuente: ISTAT - Elaboración gráfica de Wikipedia               |